# Alessandro Grandoni
Alessandro Grandoni (* 22. Juli 1977 in Terni, TR) ist ein italienischer ehemaliger Fußballspieler auf der Position eines Innenverteidigers.
Der erste Verein in Grandonis Karriere war Ternana Calcio. Bis er 2009 zu seinem heutigen Verein Gallipoli Calcio kam, versuchte er sich in vielen Klubs (Lazio Rom, Sampdoria Genua, FC Turin, FC Modena und AS Livorno), bei welchen er auch meistens Stammspieler war.
Er gewann 1997 als Fußballer bei den Mittelmeerspielen mit Italien den ersten Platz.

## Erfolge
- U-21-Europameister: 2000